# Kerema (Hiiumaa)
Kerema (Duits: Kerrema) is een plaats in de Estlandse gemeente Hiiumaa, provincie Hiiumaa. De plaats heeft de status van dorp (Estisch: küla).
Tot in oktober 2017 behoorde Kerema tot de gemeente Pühalepa. In die maand werd de fusiegemeente Hiiumaa gevormd, waarin Pühalepa opging.

## Bevolking
De ontwikkeling van het aantal inwoners blijkt uit het volgende staatje:
| Jaar            | 2000 | 2011 | 2021 |
| --------------- | ---- | ---- | ---- |
| Aantal inwoners | 6    | 16   | 19   |

## Ligging
De plaats ligt aan de Tugimaantee 80, de secundaire weg van Heltermaa via Kärdla naar Luidja. 

## Geschiedenis
Kerema werd voor het eerst vermeld in 1688 onder verschillende namen. Een daarvan was Keramaby (by is Zweeds voor dorp). In 1798 stond het dorp bekend als Kerrema. Het viel onder het landgoed Großenhof (Suuremõisa).
Tussen 1977 en 1997 maakte Kerema deel uit van het buurdorp Pühalepa.

## Kerkhof
Op het grondgebied van Kerema ligt het kerkhof Kummistu kalmistu. Het is aangelegd na een oekaze van 1772, waarin het Keizerrijk Rusland het begraven in en nabij kerken verbood. De kerk van Pühalepa kon daarvoor dus niet meer gebruikt worden.
De oudste grafsteen die bewaard is gebleven dateert van 1851. Op het kerkhof zijn tussen 1400 en 1500 mensen ter aarde besteld. Op het kerkhof staat een gedenkkruis voor de Baltisch-Duitse pedagoog Johannes von Sengbusch (1828–1907). Zijn vader, Alexander von Sengbusch (1796–1883), was van 1822 tot 1877 dominee in de kerk van Pühalepa. Op het kerkhof liggen leden van de familie von Sengbusch begraven, onder wie Juliane Wilhelmine von Sengbush (geboren von Nolcken, 1802–1875), de echtgenote van Alexander. Wegens ruimtegebrek raakte het kerkhof in het begin van de 20e eeuw buiten gebruik. Het jongste graf dat bewaard is gebleven, is van 1924.